# Spiroplasma apis
Spiroplasma apis è una specie di batterio appartenente alla famiglia delle Spiroplasmataceae. S.apis fu identificato per la prima volta all'interno del miele prodotto da esemplari di Apis mellifera infetti allevati in Francia. Vennero isolati due ceppi, B31 e B39.

## Caratteristiche
S.apis è un microrganismo mesofilo che cresce ad una temperatura di circa 30 °C in un terreno di coltura ottimale contenente colesterolo. Il batterio è in grado di metabolizzare il glucosio per fermentazione e di catabolizzare l'arginina.